# Critical Reviews in Oncology/Hematology
Critical Reviews in Oncology/Ematology è una rivista scientifica mensile sottoposta a revisione paritaria, che pubblica articoli di revisione nel campo dell'oncologia e dell'ematologia. Fondata nel 1985, viene pubblicata dalla casa editrice Elsevier Ireland Ltd. È la rivista ufficiale dell'European School of Oncology (ESO) e dell'International Society of Liquid Biopsy.
La rivista pubblica in modalità di accesso aperto ibrido: gli autori degli articoli possono scegliere se pubblicare in modalità di accesso aperto, pagando un costo di elaborazione dell'articolo, ovvero se pubblicare in modalità riservata agli utenti in abbonamento, senza sostenere alcun costo.
Al 2024, il fattore di impatto era 5.5, posizionando la rivista nel primo quartile della categoria "Oncologia".

## Articoli notevoli
- Pawelec G, Derhovanessian, E, Larbi, A, Immunosenescence and cancer, in Critical reviews in oncology/hematology, vol. 75, n. 2, agosto 2010,  pp. 165–72, DOI:10.1016/j.critrevonc.2010.06.012, PMID 20656212. (neoplasia)
- Taylor AL, Watson CJ, Bradley JA, Immunosuppressive agents in solid organ transplantation: Mechanisms of action and therapeutic efficacy, in Critical Reviews in Oncology/Hematology, vol. 56, n. 1, Oct 2005,  pp. 23–46, DOI:10.1016/j.critrevonc.2005.03.012, PMID 16039869. (sistema immunitario)
- (EN) Annalisa Natalicchio, Antongiulio Faggiano e Maria Chiara Zatelli, Metabolic disorders and gastroenteropancreatic-neuroendocrine tumors (GEP-NETs): How do they influence each other? An Italian Association of Medical Oncology (AIOM)/ Italian Association of Medical Diabetologists (AMD)/ Italian Society of Endocrinology (SIE)/ Italian Society of Pharmacology (SIF) multidisciplinary consensus position paper, in Critical Reviews in Oncology/Hematology, vol. 169, 2022-01,  pp. 103572, DOI:10.1016/j.critrevonc.2021.103572. URL consultato il 3 luglio 2024. (diabete mellito)
- Annalisa Natalicchio, Antongiulio Faggiano e Maria Chiara Zatelli, Metabolic disorders and gastroenteropancreatic-neuroendocrine tumors (GEP-NETs): How do they influence each other? An Italian Association of Medical Oncology (AIOM)/ Italian Association of Medical Diabetologists (AMD)/ Italian Society of Endocrinology (SIE)/ Italian Society of Pharmacology (SIF) multidisciplinary consensus position paper, in Critical Reviews in Oncology/Hematology, vol. 169, 2022-01,  pp. 103572, DOI:10.1016/j.critrevonc.2021.103572. URL consultato il 7 luglio 2023. (tumori neuroendocrini)
- Nocco S, Andriano TM, Bose A, Chilov M, Godwin K, Dranitsaris G, Wu S, Lacouture ME, Roeker LE, Mato AR, Markova A, Ibrutinib-associated dermatologic toxicities: A systematic review and meta-analysis, in Critical Reviews in Oncology/Hematology, vol. 174, giugno 2022,  pp. 103696, DOI:10.1016/j.critrevonc.2022.103696, PMID 35523374. (ibrutinib)
- A Jefferson, V.E. Cadet e A Hielscher, The mechanisms of genetically modified vaccinia viruses for the treatment of cancer, in Critical Reviews in Oncology/Hematology, 2015, DOI:10.1016/j.critrevonc.2015.04.001, PMID 25900073. (virus)
- Hildebrandt B, Wust P, Ahlers O, et al. The cellular and molecular basis of hyperthermia. Critical Reviews in Oncology/Hematology 2002; 43:33–56.PMID 12098606, DOI: 10.1016/s1040-8428(01)00179-2 (ipertermia oncologica)
- G Scagliotti, Proteasome inhibitors in lung cancer, in Critical Reviews in Oncology/Hematology, vol. 58, n. 3, June 2006,  pp. 177–189, DOI:10.1016/j.critrevonc.2005.12.001, PMID 16427303. (trattamento del carcinoma polmonare)